# Canyet
Canyet es un barrio de Badalona que ocupa el extremo septentrional del municipio.

## Límites
Los límites actuales aprobados por el Ayuntamiento en 1980 son: Riera de Canyet, girando hacia el oeste por el camino de Can Mora hasta el término municipal de Santa Coloma de Gramanet, límite de este término y el de Moncada y Reixach, límite con San Fausto de Campcentellas, Riera de Pomar, Turó d’en Boscà y calle Ferrater.

## Datos básicos
- Es el barrio más extenso de Badalona con 562,78 ha (el 26,8% de la superficie total del municipio).
- Su población es de 565 habitantes (2002) que representan sólo el 0,3% del total de Badalona.

## Urbanismo

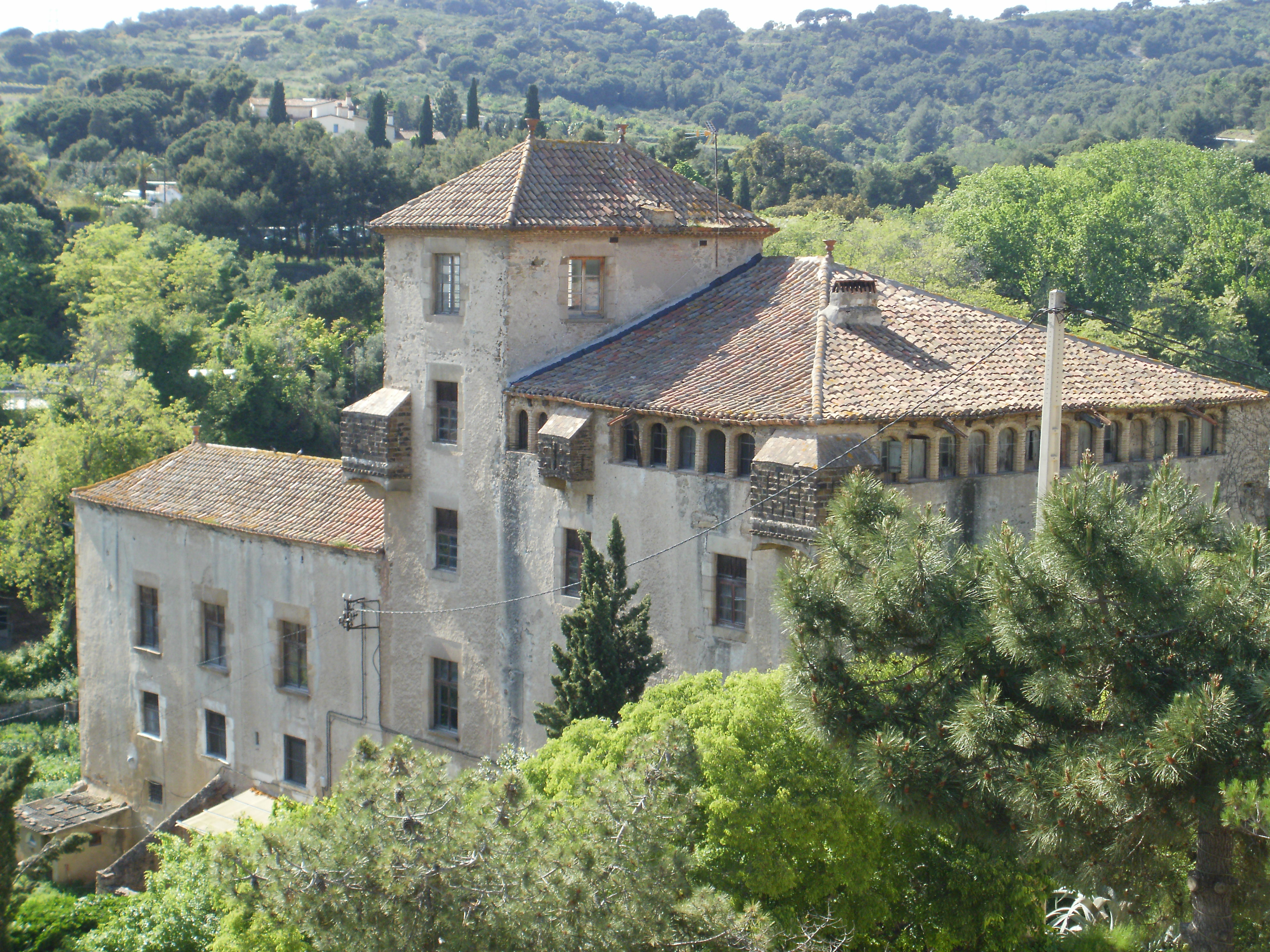
Torre Codina.

El barrio está formado por un conjunto de masías típicas aisladas  y unos núcleos más modernos formados a partir de construcciones para veraneantes. Estos núcleos de veraneo se iniciaron en la década de los años 20 del pasado siglo y han acabado convirtiéndose en primeras residencias

## Patrimonio
La buena conservación de las masías es la razón que 12 de ellas estén incluidas en el Plan especial de protección del patrimonio histórico de Badalona. Son las masías de la Torre Codina, Can Trons, Can Miravitges, Can Ferrater, Can Pujol, Ca l’Arquer, Mas Boscà, Can Butinyà, Can Mora, Mas Amigó, Mas Oliver y Cal Dimoni.
Entre los núcleos de veraneo reconvertidos en primeras residencias se encuentran: la colonia de Sant Antoni, en el entorno de can Campmany; la colonia Sant Jaume, en el entorno del Mas Oliver y la colonia Sant Jordi, en el entorno de la Torre Codina.
El monumento más importante del barrio es el Monasterio de San Jerónimo de la Murtra.
- Datos: Q8262473
- Multimedia: Canyet / Q8262473